# Massais
Massais ist eine Commune déléguée in der französischen Gemeinde Plaine-d’Argenson mit 602 Einwohnern (Stand: 1. Januar 2022) im Département Deux-Sèvres in der Region Nouvelle-Aquitaine. Massais ist ein Ortsteil der Gemeinde Val en Vignes. Die Einwohner werden Massaisiens genannt.
Die Gemeinde Massais wurde am 1. Januar 2017 mit Bouillé-Saint-Paul und Cersay zur neuen Gemeinde Val en Vignes zusammengeschlossen. Sie gehörte zum Arrondissement Bressuire.

## Lage
Massais liegt am Fluss Argenton, etwa 22 Kilometer nordöstlich von Bressuire.
Umgeben wurde die Gemeinde Massais von den Nachbargemeinden Cersay im Norden, Bouillé-Saint-Paul im Norden und Nordosten, Mauzé-Thouarsais im Osten und Südosten, Argentonnay im Süden, Le Breuil-sous-Argenton im Südwesten und Westen sowie Ulcot im Westen und Nordwesten.

## Bevölkerungsentwicklung
| Jahr                       | 1962 | 1968 | 1975 | 1982 | 1990 | 1999 | 2006 | 2013 |
| Einwohner                  | 650  | 619  | 526  | 552  | 565  | 544  | 604  | 593  |
| Quellen: Cassini und INSEE |      |      |      |      |      |      |      |      |

## Sehenswürdigkeiten
- Kirche Saint-Hilaire